# Municipio de Barr (Illinois)
El municipio de Barr (en inglés: Barr Township) es un municipio ubicado en el condado de Macoupin en el estado estadounidense de Illinois. En el año 2010 tenía una población de 329 habitantes y una densidad poblacional de 3,45 personas por km².

## Geografía
El municipio de Barr se encuentra ubicado en las coordenadas 39°23′44″N 90°5′51″O / 39.39556, -90.09750. Según la Oficina del Censo de los Estados Unidos, el municipio tiene una superficie total de 95.28 km², de la cual 94,87 km² corresponden a tierra firme y (0,44 %) 0,42 km² es agua.

## Demografía
Según el censo de 2010, había 329 personas residiendo en el municipio de Barr. La densidad de población era de 3,45 hab./km². De los 329 habitantes, el municipio de Barr estaba compuesto por el 99,39 % blancos y el 0,61 % eran de una mezcla de razas. Del total de la población el 2,13 % eran hispanos o latinos de cualquier raza.